# The Boy Behind the Door
The Boy Behind the Door è un film del 2020 diretto da David Charbonier e Justin Powell.
Il film, interpretato da Lonnie Chavis, Ezra Dewey, Kristin Bauer van Straten, Scott Michael Foster e Micah Hauptman, è incentrato su due ragazzi che tentano di fuggire dalla casa del loro rapitore. Venne presentato in anteprima al Fantastic Fest il 27 settembre 2020 e pubblicato via streaming su Shudder il 29 luglio 2021.

## Trama
Nel South Dakota, Kevin O'Connor e Bobby Green, l'uno il migliore amico dell'altro, stanno camminando in un bosco mentre tornano a casa quando vengono rapiti.
I due ragazzi si svegliano dentro il bagagliaio di una macchina, e Kevin viene portato dentro una casa mentre Bobby è lasciato chiuso nel bagagliaio. È in grado di liberarsi e fuggire, ma decide di non scappare dopo aver sentito Kevin urlare per chiedere aiuto. Riesce ad entrare nella casa, e scopre che Kevin è stato incatenato in soffitta. Creep arriva alla casa e consegna al rapitore una mazzetta di denaro; lui gli consegna un cronometro che indica un'ora di tempo rimasto. Creep va da Kevin nella stanza chiusa a chiave, ma è distratto quando Bobby lascia cadere accidentalmente un fermacarte. Creep scopre Bobby e lo insegue; i due finiscono in cucina, dove Bobby lo uccide accidentalmente.
Bobby trova delle chiavi nella tasca del cappotto di Creep, ma nessuna di esse apre la porta della stanza in cui Kevin è rinchiuso. Il suo piano per usare l'auto di Creep per ottenere aiuto non funziona. Mentre cerca un'altra chiave, scopre un baule pieno di vestiti da ragazzi insanguinati e un telefono a disco. È in grado di chiamare la polizia, ma il rapitore ritorna e Bobby deve riagganciare prima che la polizia possa individuare la sua posizione.
Mentre il rapitore controlla Kevin e fa la doccia, Bobby si libera del corpo di Creep e pulisce il sangue in cucina. Scopre una cassaforte che contiene denaro, un'altra chiave e foto di ragazzi nudi. Prova la chiave, ma non funziona. Poi cerca di forzare la serratura con un coltello, ma si ferisce a una mano, lasciando una macchia di sangue sulla porta. Il rapitore nota il sangue e capisce che Bobby è in casa. Bobby si nasconde nel bagno, dove resta intrappolato, e il rapitore si fa strada con un'ascia, ma Bobby riesce a ferirlo alla mano con una lima per unghie.
La polizia arriva e il rapitore, che si rivela essere una donna, apre la porta. Sostiene di essere sola, ma l'ufficiale le chiede un documento d'identità. Dopo che la donna non torna, l'ufficiale entra e scopre Bobby. Viene colpito al petto con un'ascia e Bobby si nasconde. La rapitrice prende la pistola dell'agente. Scopre il corpo di Creep, poi segue Bobby nel seminterrato e spiega che si aspettava che soffocasse nel bagagliaio.
Si offre di dare Kevin al posto Bobby al suo acquirente, e a quel punto Bobby la attacca, ammanettandola a una tubazione e rubandole le chiavi. Viene colpito alla gamba, ma riesce lentamente a salire al piano superiore. Finalmente in grado di aprire la porta, libera Kevin (usando la chiave trovata nella cassaforte con le foto) e i ragazzi si dirigono al piano di sotto, ma Kevin è fermato da un collare elettrico. Bobby corre di nuovo nel seminterrato a cercare delle cesoie, ma la rapitrice gli afferra la gamba e infila il dito nel foro del proiettile. Bobby si libera tagliando il dito, ma è troppo debole per tornare al piano di sopra.
Kevin scende con grande sforzo verso Bobby, subendo molteplici scosse. Si libera dal collare usando le cesoie e cerca di aiutare Bobby, che gli dice di andarsene. Kevin rifiuta e accompagna Bobby alla macchina del poliziotto. Chiede aiuto usando la radio, trova un taser e un kit di pronto soccorso e medica la gamba di Bobby. La rapitrice si libera, raggiunge i ragazzi e trascina Bobby fuori dall'auto. Prima che lei possa ucciderlo, Kevin la stordisce con il taser. I ragazzi si rifugiano nel bosco e la rapitrice li insegue. Li mette all'angolo e sta per ucciderli quando un agente di polizia le spara, uccidendola.
Kevin e Bobby vengono curati e portati a casa. I due vengono poi mostrati su una spiaggia in California, dove avevano detto di voler andare.

## Produzione

### Sviluppo
Il progetto segna il debutto cinematografico come sceneggiatori e registi di David Charbonier e Justin Powell. Dopo aver ottenuto parere negativo da diverse società di produzione per motivi di budget e aver tentato senza successo di autofinanziare il film, i due hanno stipulato un contratto con la Whitewater Films che ha prodotto il film. Le riprese si sono svolte in una casa remota nell'area di Culver City, in California, nell'arco di 22 giorni. Charbonier e Powell affermano di aver basato elementi del film su Shining e I Goonies e, pur riconoscendo le somiglianze tra il film e La casa nera, hanno affermato di non aver mai visto il film.

## Accoglienza
Sul sito web Rotten Tomatoes il film ha un indice di gradimento del 97% basato su 62 recensioni. Il consenso della critica del sito recita: "Un esordio teso, terrificante e a tutto tondo eccezionale per il suo duo di co-registi, The Boy Behind the Door dovrebbe entusiasmare i fan più esigenti dell'horror." Su Metacritic, il film ha un punteggio medio ponderato di 65 su 100, basato su 6 critiche, che indica "recensioni generalmente favorevoli."
Justin Lowe di The Hollywood Reporter ha definito il film capace di "un equilibrio delicato dal successo memorabile che contestualizza efficacemente un materiale deliberatamente impegnativo" mentre Richard Whittaker di The Austin Chronicle lo ha definito "un gioco perfettamente eseguito di gatto-e-topo, che torce la tensione in perfetto tempo reale". Dennis Harvey di Variety ha elogiato "l'uso efficace di una premessa semplice e mezzi modesti per creare un thriller che riesce bene a mettere i nervi a fior di pelle". Dan Stubbs di NME ha dato al film cinque stelle su cinque, descrivendolo come "anticonvenzionale" e "innegabilmente brillante", anche se "molto difficile da guardare".
Phil Hoad di The Guardian ha dato una recensione in parte positiva e in parte negativa, definendo il film uno "slasher-thriller strettamente confinato e ben condotto", ma sostenendo che "il suo messaggio migliori-amici-per-sempre è appena sufficiente per mantenerlo a un livello accettabile". 
Anche Elisabeth Vincentelli del The New York Times ha dato una recensione mista, descrivendo la narrazione del film come "virtuosistica" e "astrattamente tesa" da un lato, ma criticando il suo "minimalismo intenzionale" e le scene d'azione.

## Riconoscimenti
- 2020 - Philadelphia Film Festival
  - Nomination Miglior film d'esordio